# Cochabamba
Cochabamba je mesto v osrednji Boliviji, ki leži v istoimenski dolini v Andih. Je glavno mesto departmaja Cochabamba in je tretje največje mesto v Boliviji. V celotni metropoli živi več kot 800.000 ljudi. 
Samo ime je skovanka besed jezika Quechua in pomeni jezero na odprtem polju.
Mesto je bilo ustanovljeno 2. avgusta 1571 na ukaz podkralja Francisca de Toleda. Danes je kmetijsko središče Bolivije.